# RhB G 2/3+2/2
Die G 2/3+2/2 ist eine Tenderdampflokomotive der Bauart Mallet, welche die Rhätische Bahn (RhB) 1902 in acht Exemplaren beschaffte. Die Lokomotiven wurden durch die Schweizerische Lokomotiv- und Maschinenfabrik in Winterthur hergestellt. Als Verkaufspreis wird 76.800 Schweizer Franken angegeben.
Sie sind die Nachfolgebaureihe der G 2/2+2/3, wobei die Laufachse nun als führende Laufachse ausgebildet war. Dabei unterschied sich die Lokomotive Nr. 31 in einigen Punkten von den übrigen Lokomotiven.

## Technisches
Die Lokomotiven besassen einen Aussenrahmen, der Lokomotivrahmen des Hinterteils war nach vorne gezogen und stützte in der Mitte das Drehgestell ab. Der Kessel hing dabei nach vorne über und wurde somit auf Höhe des Drehpunkts zum letzten Mal abgestützt. Einen Drehzapfen besassen die Lokomotiven nicht, da an dieser Stelle das Kugelgelenk der Dampfzuführung angeordnet war. Das Drehgestell war mit Zapfenlagern mit dem Hauptrahmen drehbar verbunden. In dieser Verbindung waren zwei Pufferfedern verbaut, die zusammen mit den Zentrierfedern der beweglichen Gleitplatten der Auflager einem Schlingern des Drehgestells entgegenwirkten. Die Laufachse war in Form eines Adams'schen Radialgestells ausgebildet und war somit zum Triebwerk im Drehgestell zusätzlich beweglich.
Die hinteren Zylinder waren die Hochdruckzylinder, die ihren Dampf direkt von dem mittig angeordneten Dampfdom bezogen. Die vorderen Zylinder wurden mit dem Abdampf der Hochdruckzylinder gespeist. Die Dampfzuführung erfolgte über feste Rohre, deren Kugelgelenk im Drehpunkt angeordnet war. Der Abdampf wurde über ein bewegliches Auspuffrohr mit Stopfbuchsen zum Blasrohr geführt. Zum Anfahren konnten die Niederdruckzylinder mit gedrosseltem Frischdampf versorgt werden. Die Steuerung der Bauart Walschaerts war bei beiden Triebwerken gleichläufig. Die Lokomotiven besassen fliegende Kulissen in Taschenbauart. Die Ansteuerung der beiden Triebwerke erfolgte mit zwei mit innerer Stange gekuppelten und ausbalancierten oben liegenden Steuerwellen. Die Umsteuerung erfolgte mit Schraube und Rad. Bei vollausgelegter Steuerung erfolgte automatisch die gedrosselte Zufuhr des Frischdampfes an die Niederdruckzylinder.
Die Lokomotiven Nr. 26–28 wurden beim Verkauf an die Chemin de fer Yverdon–Ste-Croix (YStC) noch von der RhB Werkstätte Landquart, im Jahr 1920/21 mit einem Überhitzer der Bauart Schmidt ausgerüstet.

## Liste der G 2/3+2/2 der RhB
| Betriebs- nummer | Inbetriebnahme | Fabrik- nummer | Ausran- gierung | Verbleib                                                      |
| ---------------- | -------------- | -------------- | --------------- | ------------------------------------------------------------- |
| 25               | 25.11.1902     | 1480           | 1921            | Verkauf nach Madagaskar, 1930 verschrottet                    |
| 26               | 10.12.1902     | 1481           | 1920            | Verkauf an YStC, 1947 Verkauf nach Spanien, 1969 verschrottet |
| 27               | 10.12.1902     | 1482           | 1920            | Verkauf an YStC, 1946 verschrottet                            |
| 28               | 20.12.1902     | 1483           | 1920            | Verkauf an YStC, 1947 Verkauf nach Spanien, 1960 verschrottet |
| 29               | 29.12.1902     | 1484           | 1921            | Verkauf nach Madagaskar, ca. 1958 verschrottet                |
| 30               | 05.01.1903     | 1485           | 1921            | Verkauf nach Madagaskar, ca. 1958 verschrottet                |
| 31               | 15.01.1903     | 1486           | 1921            | Verkauf nach Madagaskar, ca. 1958 verschrottet                |
| 32               | 15.01.1903     | 1487           | 1921            | Verkauf nach Madagaskar, ca. 1958 verschrottet                |